# 賴厷
賴厷（？—3世紀？），荊州零陵郡人，
蜀漢太常卿賴恭之子。曾為丞相西曹令史，隨諸葛亮治理漢中。很年輕便去世了，諸葛亮深感痛惜。諸葛亮給留府長史參軍張裔、蔣琬的信中寫道：「令史失去了賴厷，掾屬也失去了楊顒，這是朝廷的重大損失阿。」

## 評價
- 諸葛亮：「令史失賴厷，掾屬喪楊顒，為朝中損益多矣。」